# 扭斯汀科龍屬

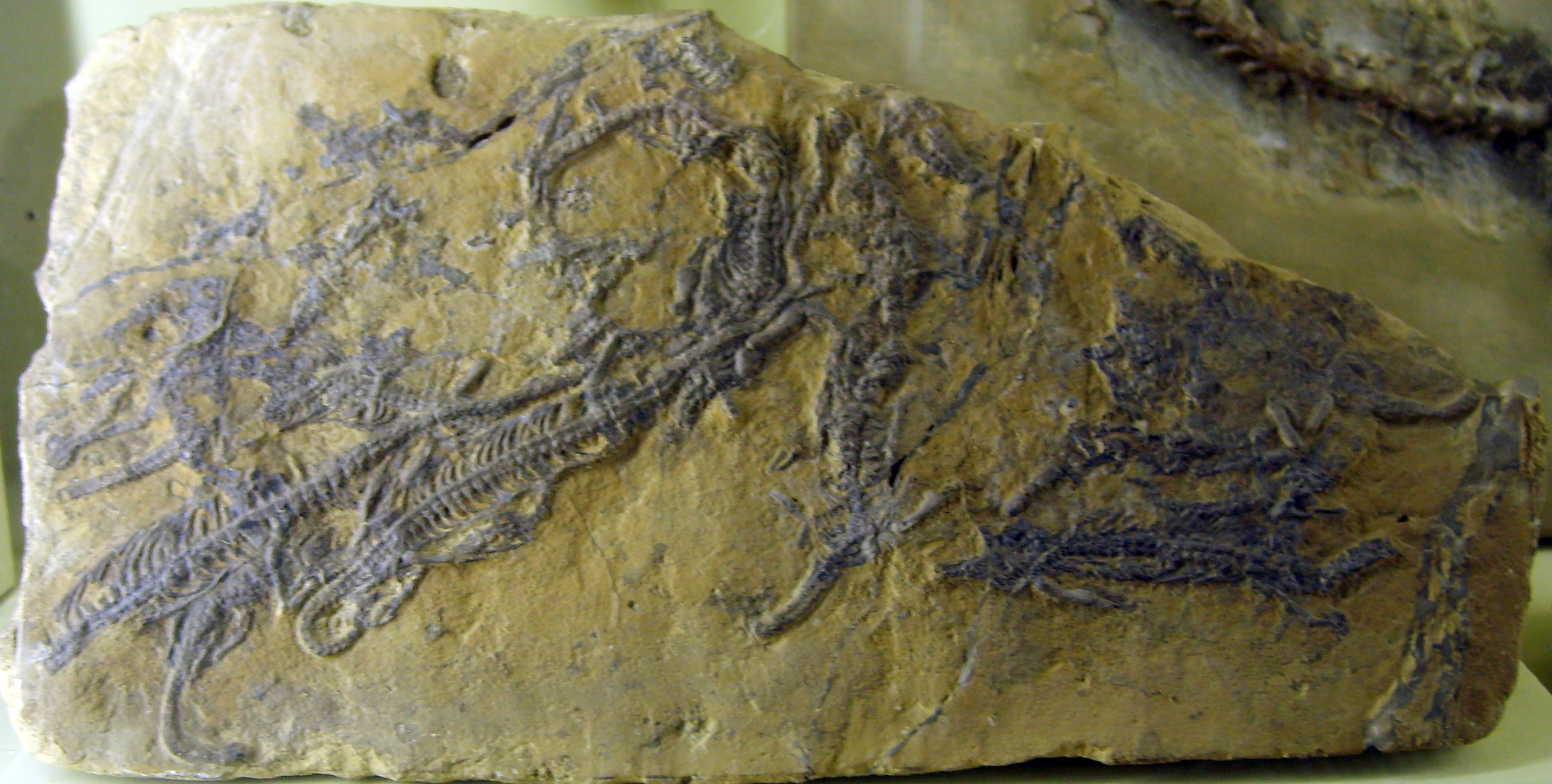
Several N. pusillus的標本

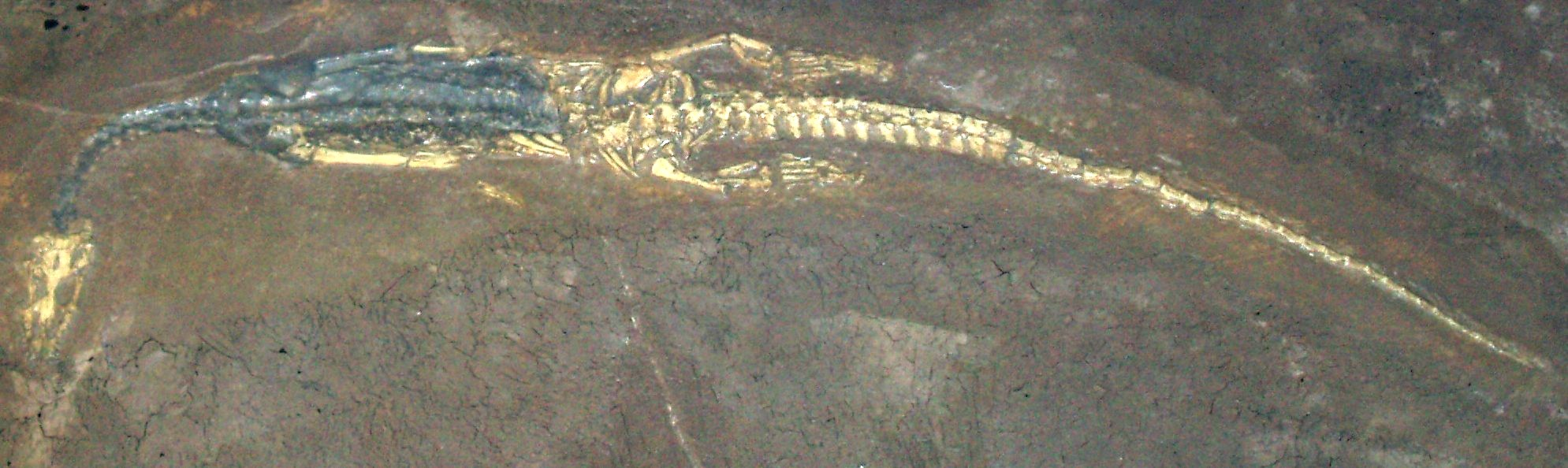
N. edwardsi的標本，原本被歸類於腫肋龍的一種

扭斯汀科龍屬（屬名：Neusticosaurus）是種已滅絕海生爬行動物，屬於幻龍目，化石發現於德國、法國。扭斯汀科龍身長18公分，是最小的幻龍類之一。扭斯汀科龍可能以魚類為食。